# Numéro zéro (roman)
Pour l’article homonyme, voir Numéro zéro.
Numéro zéro (titre original : Numero zero) est le septième et dernier roman d'Umberto Eco, publié initialement en janvier 2015 aux éditions Bompiani à Milan. 

## Trame
Numéro zéro est une fable autour de la théorie du complot : ce n'est pas Benito Mussolini qui aurait été fusillé en avril 1945, mais un sosie, ce qui aurait permis au dictateur de disparaître sans être inquiété dans l'attente d'un hypothétique retour... 

## Personnages
- Colonna : narrateur, écrivain et journaliste raté, divorcé (« perdant compulsif » selon son ex-épouse), dottor, réviseur, présenté comme « assistant de direction » par Simei ;
- Simei : « rédacteur en chef » du futur journal Domani, dottor, assisté de six rédacteurs et d'un réviseur en guise d'assistant ;
- Vimercate : magnat (hôtellerie, maisons de repos, télévisions, périodiques...), mystérieux et puissant commanditaire du journal, Commandeur, donneur d'ordres, dont Simei est la courroie de transmission, seul personnage, lié au journal, nommément désigné dans le récit sans jamais y apparaître physiquement ;
- Maia Fresia : 28 ans, journaliste, célibataire, subordonnée de Colonna, devenue ultérieurement sa maîtresse puis sa compagne ;
- Romano Braggadocio : journaliste, auteur d'une thèse complotiste sur la fin de Mussolini qui est peut-être à l'origine de son assassinat ;
- Cambria : journaliste ;
- Lucidi : journaliste, soupçonné d'accointances avec les services secrets italiens ;
- Palatino : journaliste ;
- Costanza : ancien prote (correcteur).

## Résumé
Le roman se déroule entre le 6 avril 1992 et le 11 juin 1992 à Milan et près du lac d'Orta. Chaque chapitre, précisément daté, évalue l'état d'avancement du numéro zéro du journal, tel qu'il existerait si le magnat décidait d'investir vraiment...

## Citation
- Chapitre IV, Mercredi 8 avril : Faisons le journal du 18 février de cette année. (p. 53)

## Éditions

### Édition italienne
- (it) Umberto Eco, Numero zero, Milan, éd. Bompiani, coll. « Narratori italiani –  Romanzo Bompiani », 9 janvier 2015, 218 p., 21 cm (ISBN 978-88-452-7851-8, BNF 44300953)

### Éditions françaises
Édition imprimée grand format
- Umberto Eco (trad. de l'italien par Jean-Noël Schifano), Numéro zéro : roman [« Numero zero »], Paris, Bernard Grasset, 13 mai 2015, 219 p., 21 cm (ISBN 978-2-246-85770-9, BNF 44332301)

Édition imprimée au format de poche
- Umberto Eco (trad. de l'italien par Jean-Noël Schifano), Numéro zéro [« Numero zero »], Paris, Librairie générale française, coll. « Le Livre de poche » (no 34094), 30 mars 2016, 235 p., 18 cm (ISBN 978-2-253-09877-5, BNF 45011316)

Livre audio
- Umberto Eco, Numéro zéro, Paris, éd. Thélème, 7 avril 2016 (EAN 9782878629170, BNF 45417905)Texte intégral ; narrateur : Julien Allouf ; support : 1 disque compact audio MP3 ; durée : 4 h 43 min. Dépôt légal en 2017.

## Réception française
Ce petit polar burlesque, certes pamphlet au vitriol du monde des médias (les Échos), roman de la guerre du faux, n'est pas le meilleur roman d'Umberto Eco,, et exige une bonne connaissance de la vie politique italienne pour apprécier correctement l'ironie.